# Cando (North Dakota)
Cando er en amerikansk by og administrativt centrum for det amerikanske county Towner County i staten North Dakota. I 2000 havde byen et indbyggertal på 1.342.
48°29′19″N 99°12′16″V / 48.4886°N 99.2044°V